# Gymnogeophagus
Gymnogeophagus è un genere di pesci di acqua dolce appartenenti alla famiglia Cichlidae e alla sottofamiglia Geophaginae.

## Distribuzione e habitat
Queste specie sono originarie del Sudamerica.

## Specie
In questo genere sono riconosciute 11 specie:
- Gymnogeophagus australis
- Gymnogeophagus balzanii
- Gymnogeophagus caaguazuensis
- Gymnogeophagus che
- Gymnogeophagus gymnogenys
- Gymnogeophagus labiatus
- Gymnogeophagus lacustris
- Gymnogeophagus meridionalis
- Gymnogeophagus rhabdotus
- Gymnogeophagus setequedas
- Gymnogeophagus tiraparae